# Niskienicze
Niskienicze (lub Nizkinicze, ukr. Низкиничі) – wieś na Wołyniu w zachodniej części Ukrainy, położona niedaleko Włodzimierza; w rejonie włodzimierskim obwodu wołyńskiego.

## Historia
Niskienicze było gniazdem rodowym Kisielów.
Do 2020 w rejonie iwanickim.

## Cerkiew Zaśnięcia Matki Bożej
Cerkiew pw. Zaśnięcia Matki Bożej z pięcioma kopułami, wybudowana w 1643 (spotyka się też datę 1653) dla zakonu bazylianów przez wojewodę kijowskiego i senatora Adama Kisiela. Cerkiew została wybudowana na planie krzyża greckiego. Prezbiterium i boczne aneksy są zamknięte półkoliście, a położony od zachodu babiniec – na planie kwadratu. Miejsce przecięcia ramion krzyża przykrywa kopuła podbudowana tamburem i pendentywami, boczne aneksy zwieńczone są zaś mniejszymi kopułami. Układ przestrzenny oraz wyważone proporcje brył tworzą harmonijną kompozycję architektoniczną. Centralny plan świątyni wskazuje, że jej fundator wzorował się na powstających w 1. poł. XVII wieku kościołach-mauzoleach.

## Nagrobek senatora Adama Kisiela
We wnętrzu świątyni, na południowo-zachodnim filarze jej centralnej części, znajduje się wykonany z marmuru i alabastru nagrobek senatora Adama Kisiela. Półpostaciowa figura fundatora cerkwi ustawiona jest we wnęce arkady otoczonej marmurowym obramieniem. U dołu umieszczono tablice inskrypcyjne, całość wieńczy zaś herb rodu Światołdycz-Kisiel. Zmarły został przedstawiony w zbroi, pierwotnie postać dzierżyła w lewej dłoni buzdygan.
W 2017 roku przystąpiono do generalnych prac konserwatorsko-restauratorskich mających przywrócić pomnikowi jego pierwotny wygląd.